# سجرارة
سجرارة بلدية تابعة دائرة المحمدية ولاية معسكر تقع بين معسكر وسيق يقطنها حوالي 28000 نسمة 